# Better Call Saul
Better Call Saul è una serie televisiva statunitense ideata da Vince Gilligan e Peter Gould e trasmessa sul canale via cavo AMC dall'8 febbraio 2015 al 15 agosto 2022.
È lo spin-off e, allo stesso tempo, prequel e sequel della serie Breaking Bad, incentrato sull'avvocato Jimmy McGill / Saul Goodman, interpretato da Bob Odenkirk.
Better Call Saul ha ricevuto il plauso dalla critica, con particolare elogio per la recitazione, i personaggi, la scrittura, la regia e la fotografia; molti critici l'hanno definita una delle migliori serie televisive di tutti i tempi e alcuni la hanno ritenuta addirittura superiore al suo predecessore. Il primo episodio è risultato essere la première col più alto indice d'ascolto di sempre per le TV via cavo.

## Trama
Dopo i fatti narrati in Breaking Bad, Saul Goodman lavora sotto falsa identità come responsabile pasticciere nel punto Cinnabon di un centro commerciale a Omaha, Nebraska. Tormentato dal rischio di essere riconosciuto, trascorre una vita tranquilla, passando le serate a guardare le sue vecchie pubblicità registrate in videocassetta, che gli rievocano i tempi passati. L'azione principale si svolge nel passato, prima ancora degli eventi di Breaking Bad, quando Saul usava il suo vero nome, James "Jimmy" McGill, e cercava in tutti i modi di affermarsi come avvocato. Suo fratello Chuck è un ottimo avvocato e fondatore dello studio legale HHM, ma limitato a livello lavorativo a causa di una presunta elettrosensibilità. Chuck gestisce lo studio in co-proprietà con Howard Hamlin, avvocato di successo e il volto pubblico della HHM. Nel frattempo, Kim Wexler, collega e compagna di Jimmy, cerca di farsi strada nel mondo legale.

## Episodi
| Stagione         | Episodi | Prima TV USA | Pubblicazione Italia |
| ---------------- | ------- | ------------ | -------------------- |
| Prima stagione   | 10      | 2015         | 2016                 |
| Seconda stagione | 10      | 2016         | 2016                 |
| Terza stagione   | 10      | 2017         | 2017                 |
| Quarta stagione  | 10      | 2018         | 2018                 |
| Quinta stagione  | 10      | 2020         | 2020                 |
| Sesta stagione   | 13      | 2022         | 2022                 |

## Personaggi e interpreti

### Personaggi principali
- James "Jimmy" McGill/Saul Goodman (stagioni 1-6), interpretato da Bob Odenkirk, doppiato da Pasquale Anselmo.
Avvocato in cerca di successo. Sveglio e astuto, ricorre spesso a espedienti moralmente discutibili.
- Mike Ehrmantraut (stagioni 1-6), interpretato da Jonathan Banks, doppiato da Stefano Mondini.
Apparentemente un casellante di un parcheggio, è un ex poliziotto estremamente intelligente, abile con le armi e coinvolto in lavori non sempre legali. È un uomo molto devoto alla propria famiglia, formata da sua nuora e dalla nipote Kaylee, che sostiene economicamente con gran parte del denaro che guadagna.
- Kim Wexler (stagioni 1-6), interpretata da Rhea Seehorn, doppiata da Laura Romano.
Avvocato alla HHM, amica intima, poi fidanzata e infine terza moglie di Jimmy.
- Howard Hamlin (stagioni 1-6), interpretato da Patrick Fabian, doppiato da Tony Sansone e Davide Marzi (ep.6x05, 6x06)
Socio dello studio legale HHM.
- Ignacio "Nacho" Varga (stagioni 1-5, ricorrente stagione 6), interpretato da Michael Mando, doppiato da Riccardo Scarafoni.
Giovane criminale di origini messicane, al servizio della famiglia Salamanca. Nella prima stagione svolge molte operazioni illegali ad insaputa dei Salamanca (rapine e compravendite di farmaci per produrre droga). Nella seconda stagione chiede aiuto a Mike per togliere di mezzo Tuco, e nella terza manomette i farmaci di Hector Salamanca, causandogli un ictus che lo porterà sulla sedia a rotelle. Tuttavia, quando nella quarta stagione il piano di Nacho viene scoperto da Gus, suo padre sarà minacciato e pertanto il bandito sarà costretto a fare la spia per Gus.
- Charles "Chuck" McGill (stagioni 1-3, guest stagioni 4 e 6), interpretato da Michael McKean, doppiato da Gianni Giuliano.
Fratello di Jimmy, brillante avvocato e socio fondatore della HHM. Da sempre prova una celata invidia per il fratello James, il quale ha sempre ricevuto affetto e simpatia da parte della famiglia e dei conoscenti, nonostante i suoi comportamenti fraudolenti. Dopo aver salvato il fratello da una condanna quasi certa, lo aiuta dandogli un lavoro nel reparto "smistamento posta" del suo studio legale. Nonostante questo, Charles cercherà sempre di ostacolare il fratello nella sua carriera da avvocato, a causa dei suoi metodi fraudolenti e il loro rapporto di affetto, si trasformerà in odio.
- Gustavo "Gus" Fring (stagioni 3-6), interpretato da Giancarlo Esposito, doppiato da Franco Mannella.
Trafficante di droga più influente del sud-ovest. Di origini cilene, Gustavo Fring gestisce in maniera eccellente e metodica la distribuzione della droga del cartello messicano confinante con gli Stati Uniti, dal quale successivamente si staccherà per operare in proprio. È proprietario della catena di fast food "Los Pollos Hermanos", che usa sia per trasportare la droga del cartello oltre il confine, sia per riciclare la quantità ingente di denaro prodotta dai traffici illegali.
- Eduardo "Lalo" Salamanca (ricorrente stagione 4, stagioni 5-6), interpretato da Tony Dalton, doppiato da Loris Loddi (st. 4-5) e Andrea Lavagnino (st. 6)
Nipote di Hector "Tío" Salamanca e cugino di Tuco, Leonel e Marco Salamanca. È un uomo molto arguto e machiavellico, e allo stesso tempo spietato e privo di empatia. Arrivato ad Albuquerque per mantenere il controllo della famiglia Salamanca dopo l'ictus di suo zio Hector, dubita da sempre di Gustavo Fring, cercando di sabotare le sue operazioni sia lecite, sia illecite per fargli perdere la fiducia del cartello e far riconquistare potere ai Salamanca.

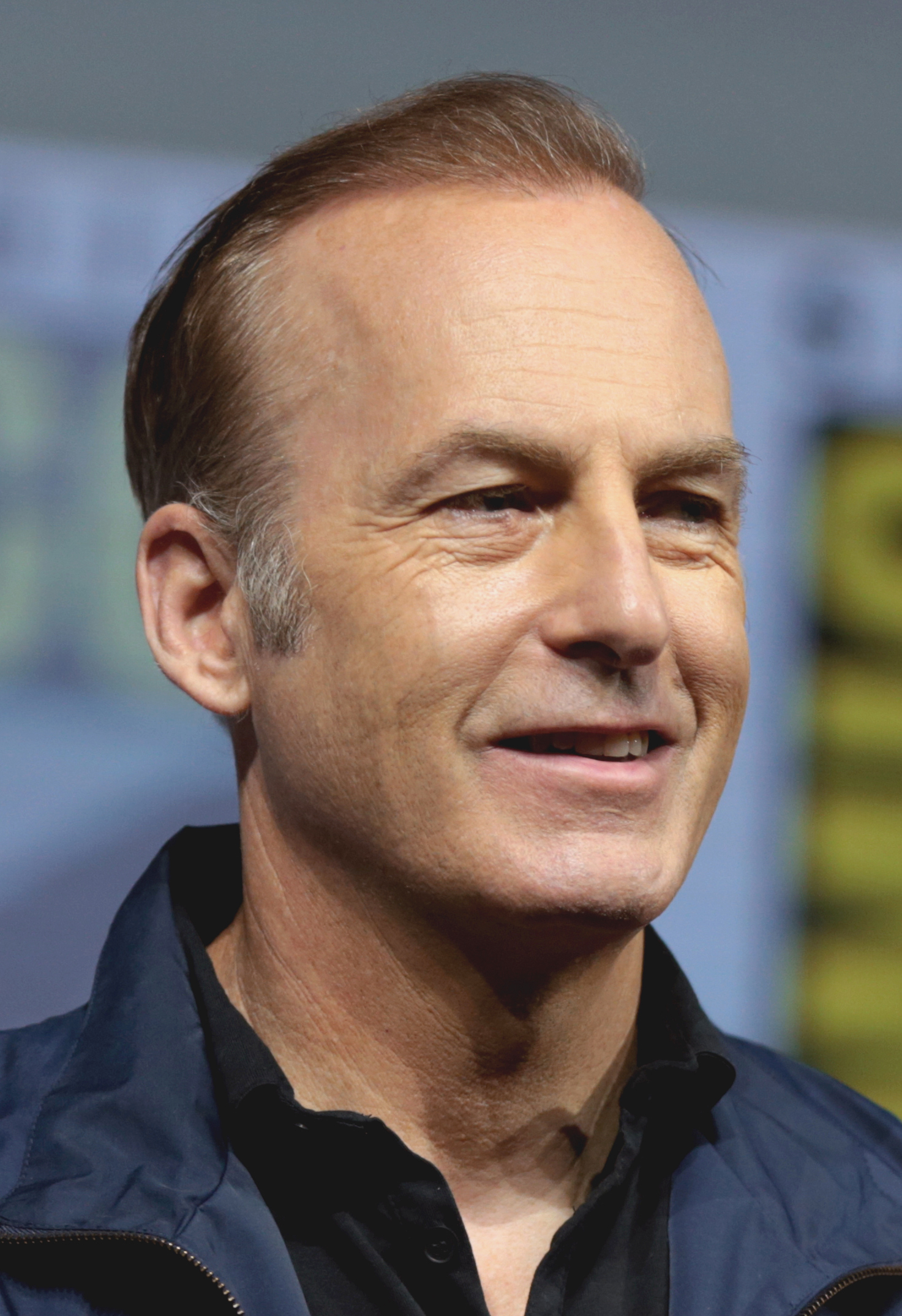
Bob Odenkirk interpreta Jimmy McGill/Saul Goodman
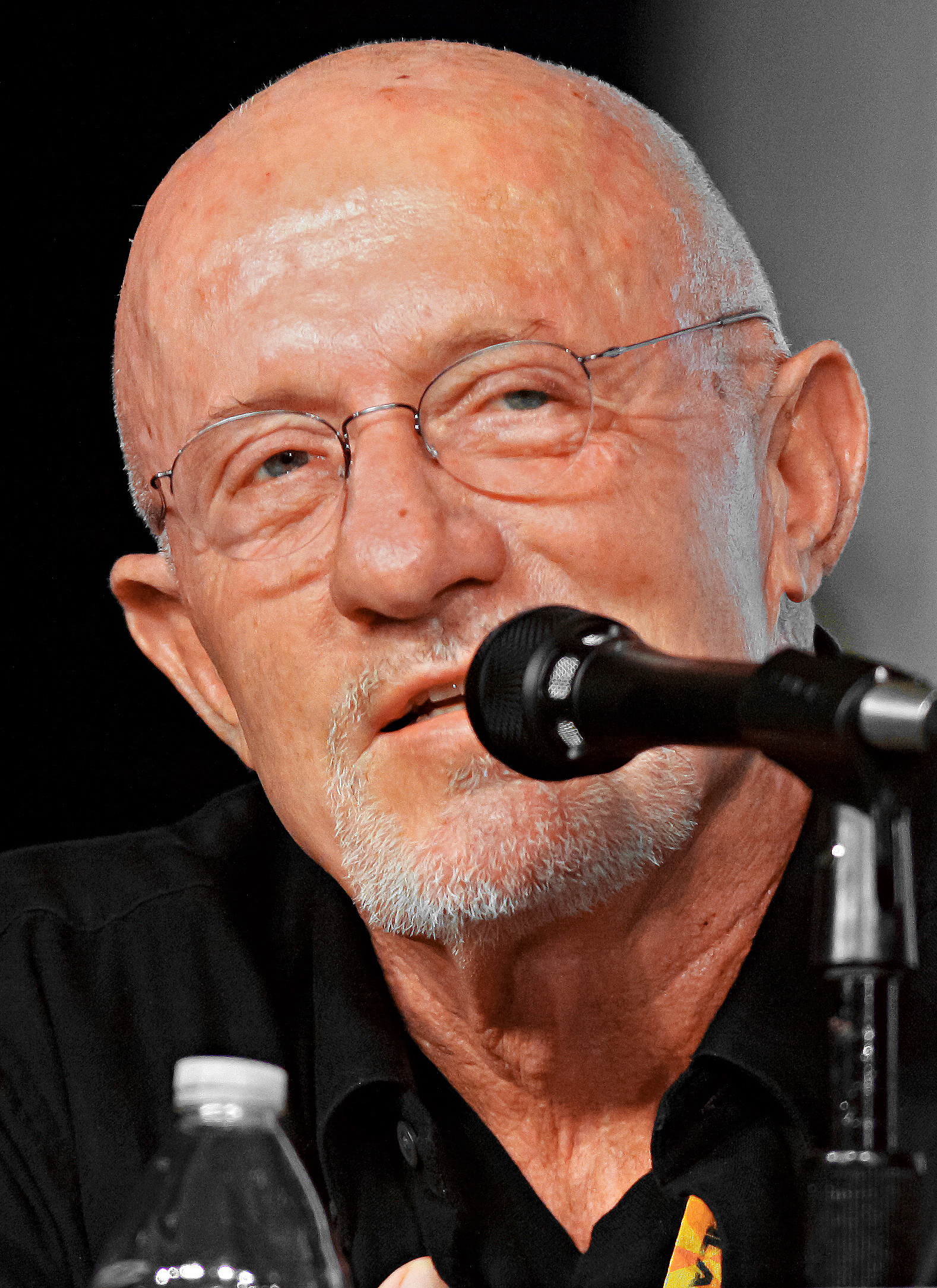
Jonathan Banks interpreta Mike Ehrmantraut
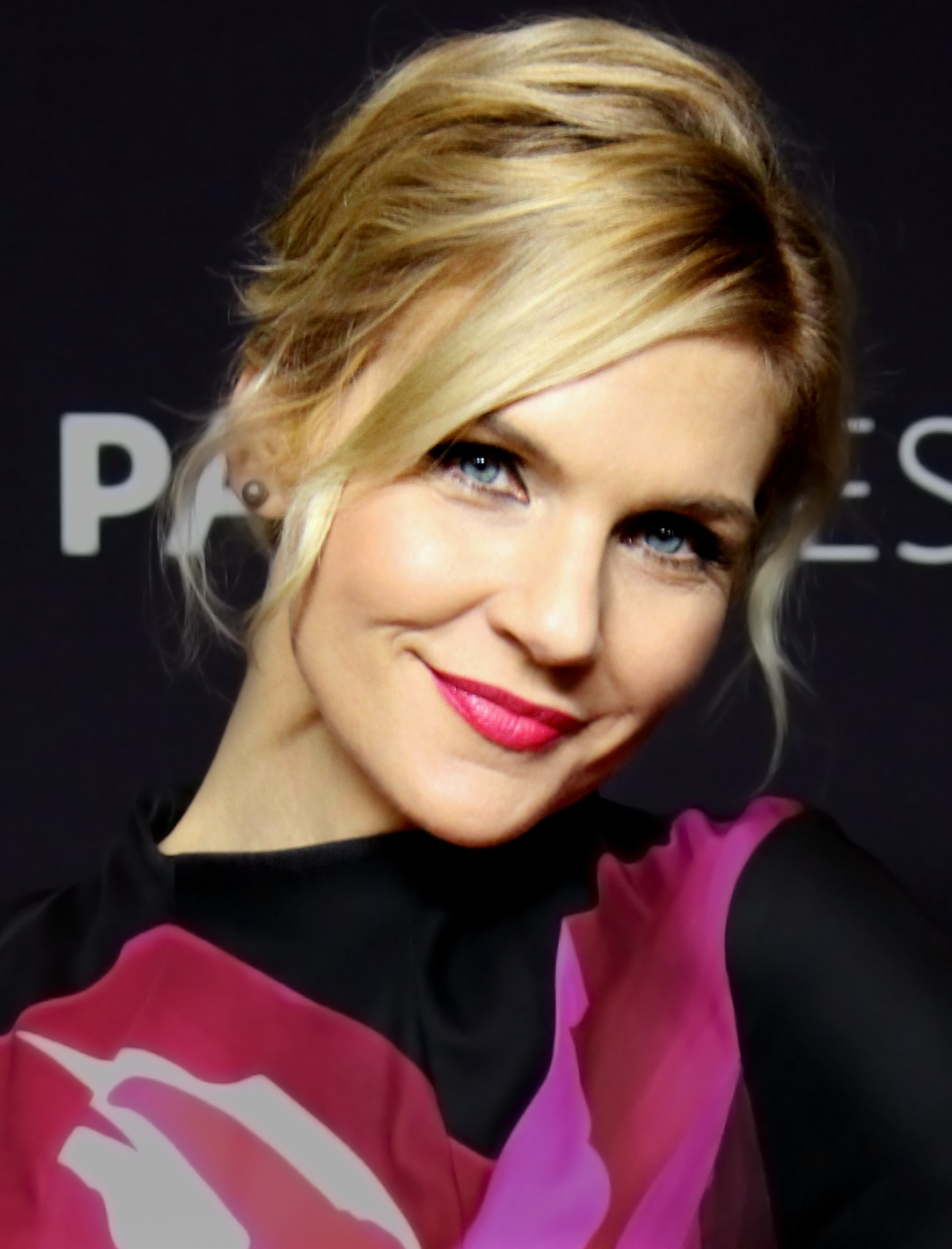
Rhea Seehorn interpreta Kim Wexler
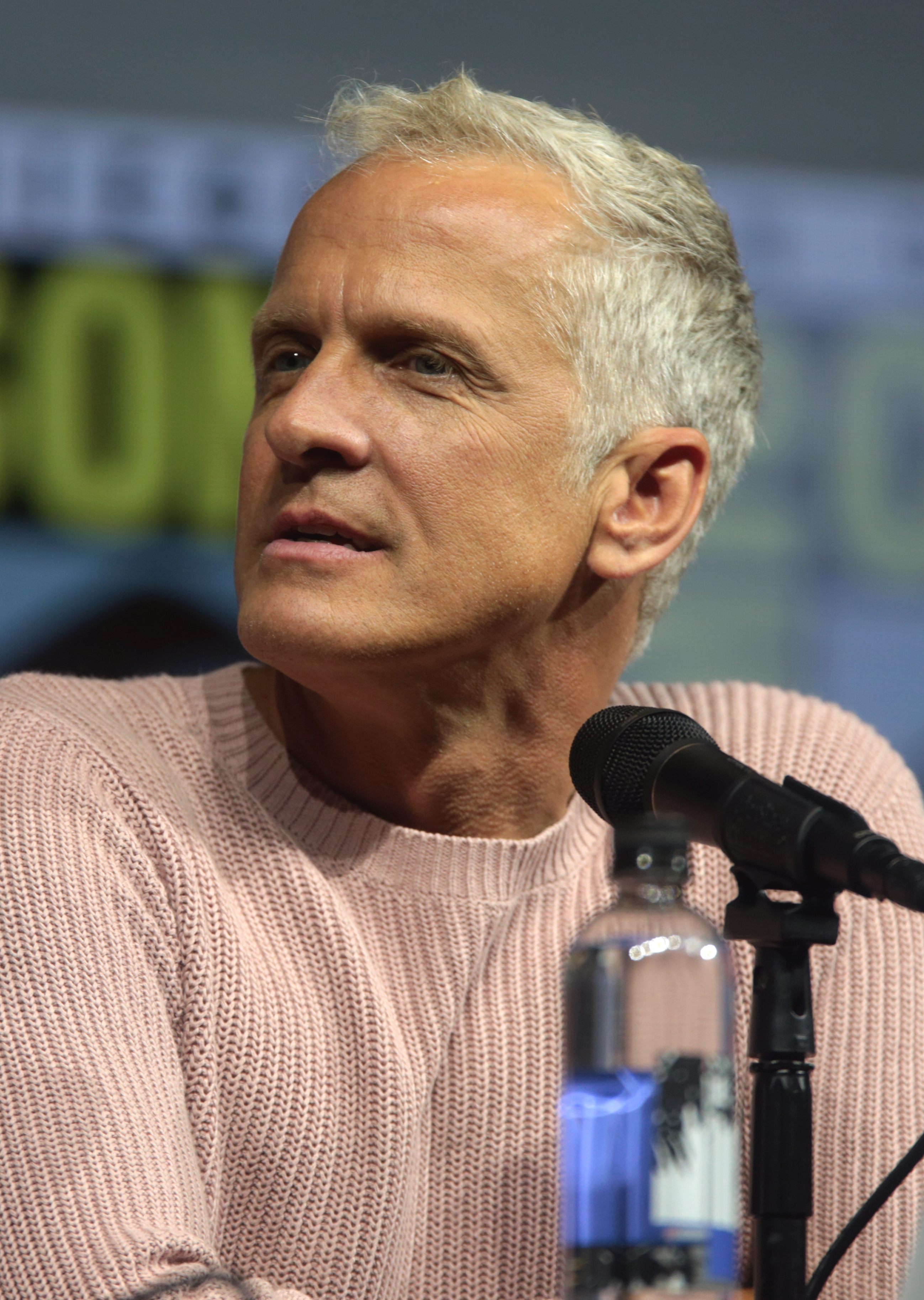
Patrick Fabian interpreta Howard Hamlin
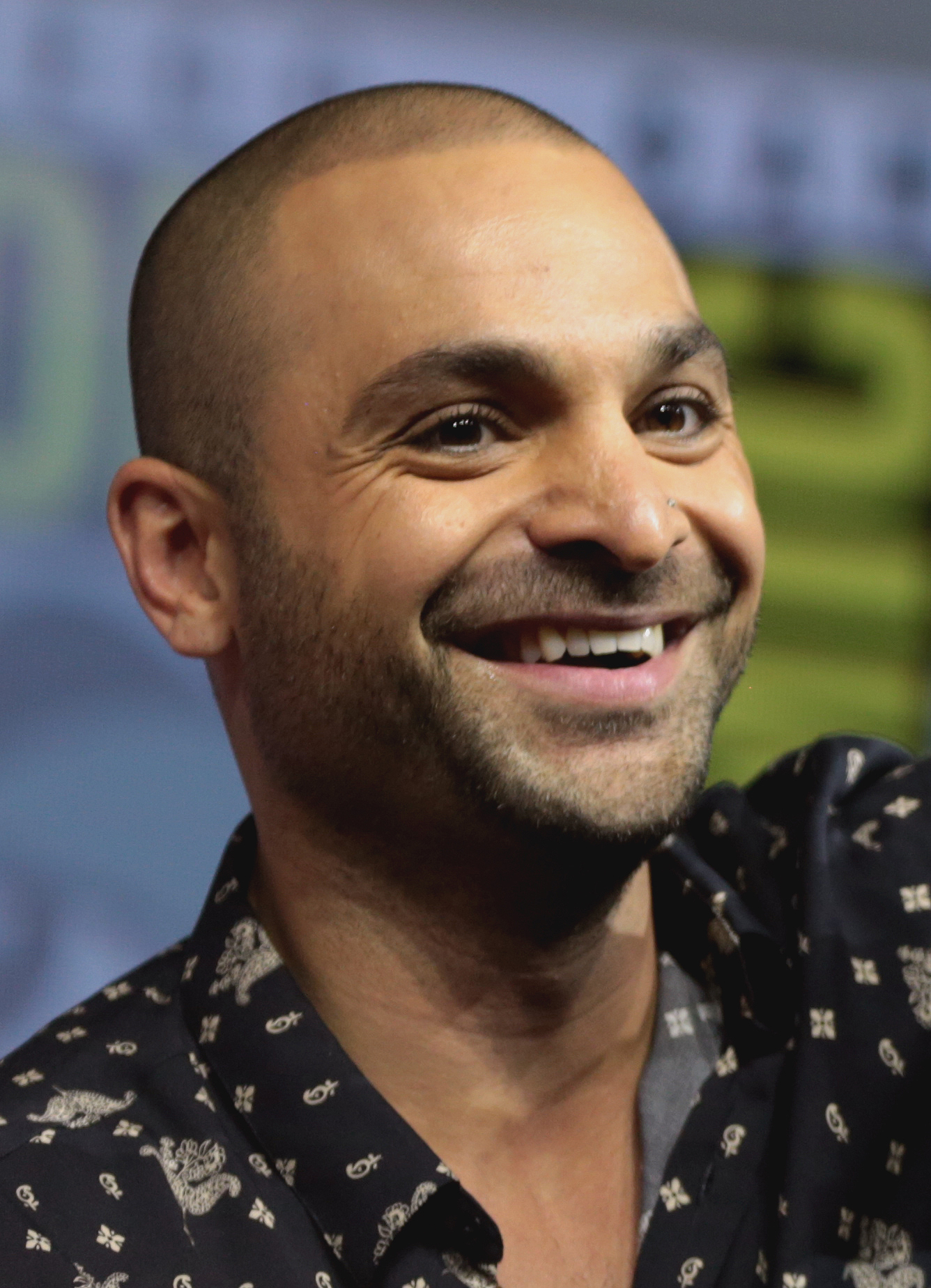
Michael Mando interpreta Nacho Varga
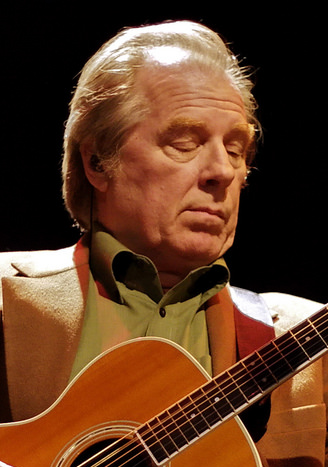
Michael McKean interpreta Chuck McGill
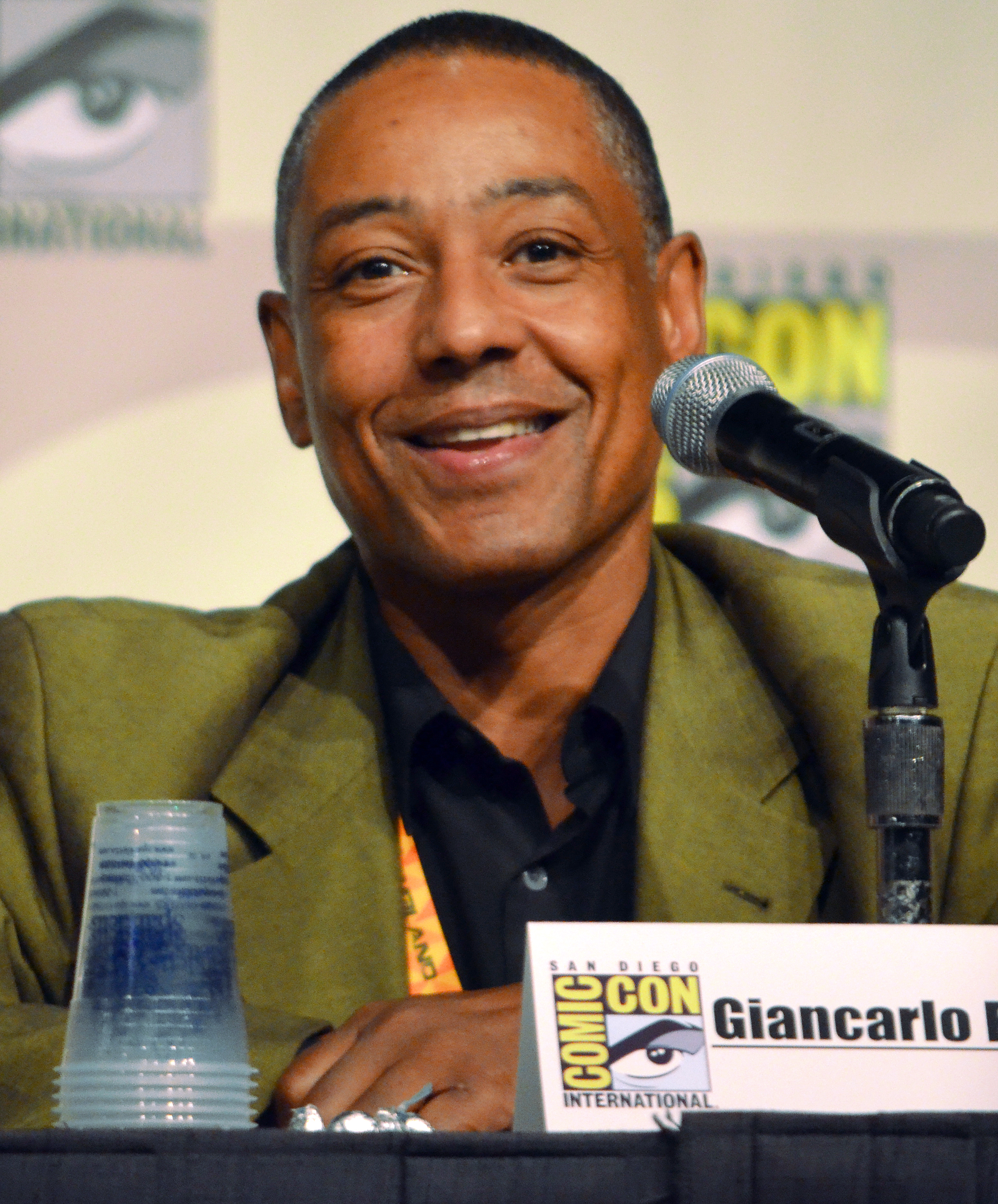
Giancarlo Esposito interpreta Gustavo Fring
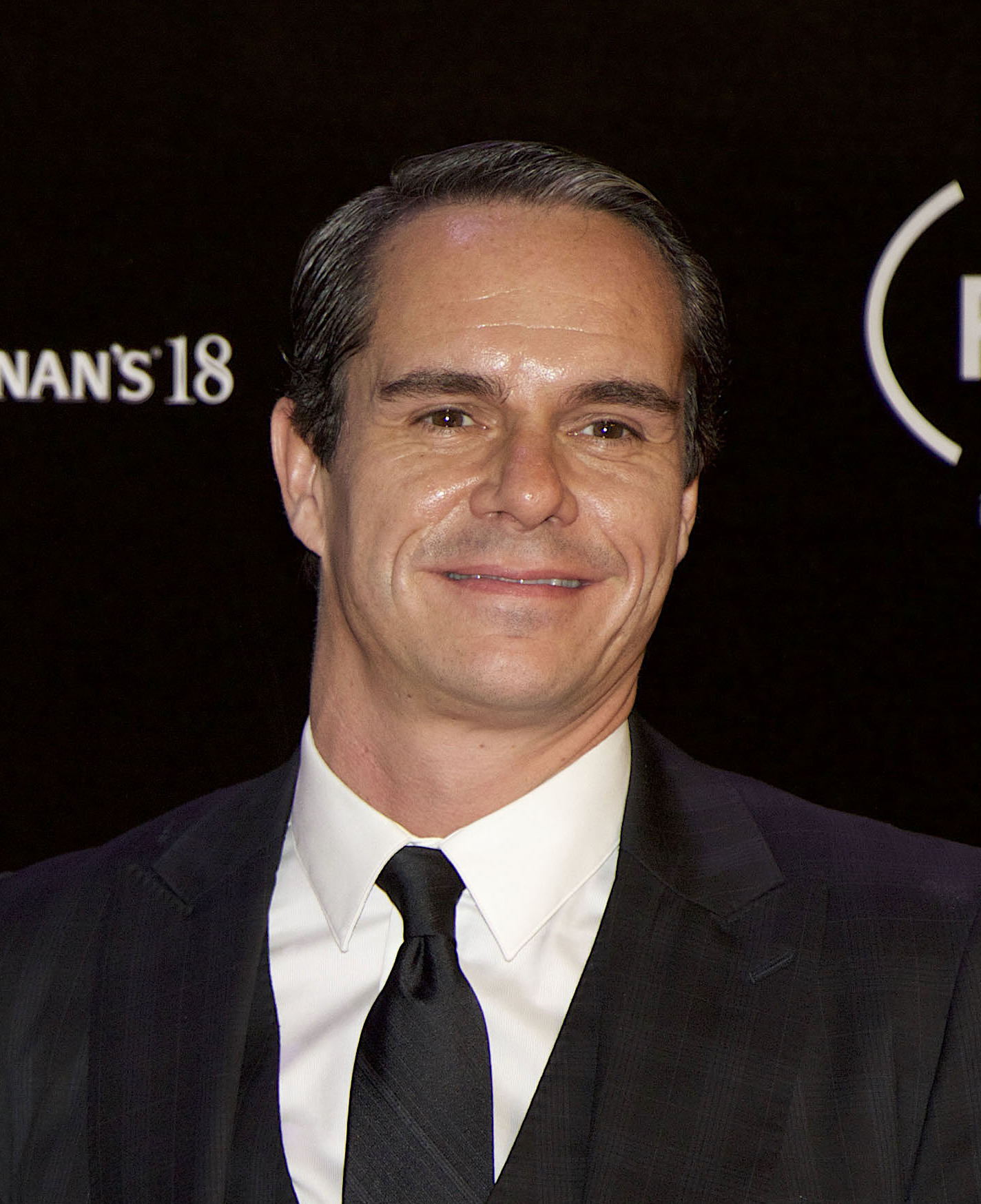
Tony Dalton interpreta Lalo Salamanca

### Personaggi ricorrenti

#### Introdotti nella prima stagione
- Bill Oakley (stagioni 1-6), interpretato da Peter Diseth, doppiato da Francesco De Francesco: vice-procuratore distrettuale che lavora al tribunale di Albuquerque che conosce sia Jimmy che Kim, che spesso si rivolgono a lui in caso di bisogno giuridico.
- Rick Schweikart (stagioni 1-6), interpretato da Dennis Boutsikaris, doppiato da Stefano Benassi: socio fondatore dello studio Schweikart & Cokely, rappresentante legale della Sandpiper Crossing.
- Joey Dixon (stagioni 1-6), interpretato da Josh Fadem, doppiato da Manuel Meli: studente di cinema che aiuta Jimmy per i suoi spot pubblicitari.
- "Ragazzo del suono" (stagioni 1-6), interpretato da Julian Bonfiglio, doppiato da Sacha De Toni: amico di Joey, è il suo tecnico del suono.
- Craig Kettleman (stagioni 1, guest st. 6), interpretato da Jeremy Shamos, doppiato da Massimo Bitossi: tesoriere della contea accusato di appropriazione indebita.
- Betsy Kettleman (stagioni 1, guest st. 6), interpretata da Julie Ann Emery, doppiata da Georgia Lepore: moglie di Craig.
- Marco Pasternak (stagione 1, guest st. 3), interpretato da Mel Rodriguez, doppiato da Francesco De Francesco: amico e compagno di truffe di Jimmy quando era a Cicero.
- Daniel Wormald/Pryce (stagioni 1-3), interpretato da Mark Proksch, doppiato da Luigi Ferraro: trafficante di farmaci neofita, che assume Mike come guardia del corpo.
- Signora Nguyen (stagioni 1-4, 6), interpretata da Eileen Fogarty, doppiata da Tiziana Avarista: proprietaria del salone di bellezza vietnamita del quale sgabuzzino Jimmy è inquilino.
- Ernesto (stagioni 1-4), interpretato da Brandon K. Hampton, doppiato da Daniele Raffaeli: assistente di Chuck, impiegato alla HHM.
- Dr. Caldera (stagioni 1-4, guest st. 6), interpretato da Joe De Rosa, doppiato da Guido Di Naccio: veterinario amico di Mike, è connesso con tutta la malavita di Albuquerque e opera come intermediario tra chi richiede prestazioni illegali e i criminali.

#### Introdotti nella seconda stagione
- Clifford Main (stagioni 2-6), interpretato da Ed Begley Jr., doppiato da Luciano Roffi: avvocato socio della Davis & Main.
- Paige Novick (stagioni 2-6), interpretata da Cara Pifko, doppiata da Michela Alborghetti: consulente senior della Mesa Verde Bank and Trust e amica universitaria di Kim.
- Kevin Wachtell (stagioni 2-6), interpretato da Rex Linn, doppiato da Roberto Fidecaro: direttore della Mesa Verde Bank and Trust, cliente prima della HHM e poi di Kim.
- Ragazza del Make Up (stagioni 2-6), interpretata da Hayley Holmes: assistente di Joey Dixon e il ragazzo del suono.
- Omar (stagione 2), interpretato da Omar Maskati, doppiato da Gabriele Lopez: assistente di Jimmy alla Davis & Main.
- Erin Brill (stagione 2, guest st. 3 e 6), interpretata da Jessie Ennis, doppiata da Emanuela Damasio: avvocato della Davis & Main divenuto il controllore di Jimmy.
- Rebecca Bois (stagioni 2-4), interpretata da Ann Cusack, doppiata da Roberta Paladini: ex moglie di Chuck.
- Arturo Colon (stagioni 2-4), interpretato da Vincent Fuentes, doppiato da Edoardo Stoppacciaro: associato della famiglia Salamanca.
- Julie (stagioni 2-4, guest st.6), interpretata da Audrey Moore, doppiata da Laura Lenghi: segretaria alla Hamlin, Hamlin & McGill.

#### Introdotti nella terza stagione
- Kyra Hay (stagione 3), interpretata da Kimberly Hebert Gregory, doppiata da Cristina Boraschi: sostituto procuratore distrettuale nel processo a Jimmy.
- Anita (stagione 3, guest st.4), interpretata da Tamara Tunie, doppiata da Alessandra Cassioli: membro del gruppo di supporto di Mike e Stacey.

#### Introdotti nella quarta stagione
- Viola Goto (stagioni 4-6), interpretata da Keiko Agena, doppiata da Valentina Favazza: assistente paralegale di Kim.
- Werner Ziegler (stagione 4), interpretato da Rainer Bock, doppiato da Gerolamo Alchieri: uomo assunto da Gus per costruire il suo laboratorio di metanfetamina.
- Jeff (guest stagioni 4-5, ricorrente stagione 6), interpretato da Don Harvey (s.4-5) e Pat Healy (s.6), doppiato da Andrea Lavagnino (s.4-5) e Francesco Meoni (s.6): compare nelle scene ambientate a Omaha dopo gli eventi di Breaking Bad; tassista che riconosce Saul nonostante la sua falsa identità.

#### Introdotti nella quinta stagione
- Everett Acker (stagione 5), interpretato da Barry Corbin, doppiato da Franco Zucca: anziano che abita in una proprietà appartenente alla Mesa Verde.

#### Introdotti nella sesta stagione
- Marion (stagione 6), interpretata da Carol Burnett, doppiata da Melina Martello: madre di Jeff il tassista.

### Personaggi daBreaking Bad

#### Personaggi ricorrenti
- Stacey Ehrmantraut (stagione 1-6), interpretata da Kerry Condon, doppiata da Daniela Calò: la nuora di Mike con una figlia piccola, Kaylee, molto affezionata al nonno.
- Kaylee Ehrmantraut (stagione 1-6), interpretata da Faith Healey (stagione 1), Abigail Zoe Lewis (stagioni 2-4) e Juliette Donenfeld (stagioni 5-6): nipotina di Mike.
- Domingo Molina/Krazy-8 (stagioni 2-5), interpretato da Max Arciniega, doppiato da Emanuele Ruzza (st.2-3) e Gianluca Crisafi (st.4-5)
- Hector "Tío" Salamanca (stagioni 2-6), interpretato da Mark Margolis, doppiato da Franco Zucca.
- Leonel Salamanca (stagioni 2-6), interpretato da Daniel Moncada.
- Marco Salamanca (stagioni 2-6), interpretato da Luis Moncada.
- Francesca Liddy (stagione 3, guest stagione 4 e 6), interpretata da Tina Parker, doppiata da Daniela Abbruzzese.
- Victor (stagioni 3-6), interpretato da Jeremiah Bitsui, doppiato da Raffaele Carpentieri.
- Tyrus Kitt (stagione 3-6), interpretato da Ray Campbell, doppiato da Alessandro Budroni.
- Juan Bolsa (stagioni 3-6), interpretato da Javier Grajeda, doppiato da Eugenio Marinelli.
- Huell Babineaux (stagioni 3-6), interpretato da Lavell Crawford, doppiato da Alessandro Ballico (s.3) e Achille D'Aniello (s.4-6)
- Nick (stagione 4, guest st.5-6), interpretato da Eric Steining.

#### Guest star
- Tuco Salamanca (ep. 1x01-1x02, 2x04), interpretato da Raymond Cruz, doppiato da Roberto Stocchi.
- No-Doze (ep. 1x02), interpretato da Cesar Garcia.
- Gonzo (ep. 1x02), interpretato da Jesus Payan Jr.
- Infermiera (ep. 1x05), interpretata da T.C. Warner.
- Ken (ep. 2x01), interpretato da Kyle Bornheimer, doppiato da Massimo Bitossi.
- Agente Saxton (ep.2x01), interpretato da Stoney Westmoreland, doppiato da Daniele Valenti.
- Lawson (ep. 2x04, 2x10), interpretato da Jim Beaver, doppiato da Nino Prester.
- Fran (ep. 2x05, 2x09, 4x03-4x04), interpretata da Debrianna Mansini, doppiata da Alessandra Chiari.
- Stephanie Doswell (ep. 2x07), interpretata da Jennifer Hasty.
- Dottor Barry Goodman (ep. 3x03, 4x02, 5x05), interpretato da JB Blanc, doppiato da Stefano Alessandroni (ep.3x03), Marco Bassetti (ep.4x02) e Carlo Scipioni (ep.5x05)
- Don Eladio Vuente (ep. 3x04, 5x10, 6x01, 6x09), interpretato da Steven Bauer.
- Lydia Rodarte-Quayle (ep. 3x06, 3x09, 4x02, 5x07), interpretata da Laura Fraser, doppiata da Barbara De Bortoli.
- Gale Boetticher (ep. 4x03, 4x10), interpretato da David Costabile, doppiato da Nanni Baldini.
- Ira (ep. 4x03-4x04), interpretato da Franc Ross, doppiato da Stefano Thermes.
- Ed Galbraith (ep. 5x01), interpretato da Robert Forster, doppiato da Paolo Marchese.
- Hank Schrader (ep. 5x03-5x04), interpretato da Dean Norris, doppiato da Alberto Angrisano.
- Steven Gomez (ep. 5x03-5x04), interpretato da Steven Michael Quezada, doppiato da Enrico Di Troia.
- Tim Roberts (ep. 5x06-5x07, 6x01, 6x02), interpretato da Nigel Gibbs, doppiato da Dario Oppido.
- Peter Schuler (ep. 5x07), interpretato da Norbert Weisser.
- Wendy (ep.6x04), interpretata da Julia Minesci.
- Schizzo (ep.6x04), interpretato da David Ury, doppiato da Stefano Santerini.
- Walter White (ep.6x11, 6x13), interpretato da Bryan Cranston, doppiato da Stefano De Sando.
- Jesse Pinkman (ep.6x11, 6x12), interpretato da Aaron Paul, doppiato da Francesco Pezzulli.
- Emilio Koyama (ep.6x12), interpretato da John Koyama.
- Marie Schrader (ep. 6x13), interpretata da Betsy Brandt, doppiata da Francesca Fiorentini.
- Ag. Austin Ramey (ep.6x13), interpretato da Todd Terry, doppiato da Daniele Valenti.

## Produzione
Nel luglio 2012 Vince Gilligan, creatore di Breaking Bad, ha accennato a un possibile spin-off incentrato sul personaggio di Saul Goodman e, nel mese di aprile 2013, è stato annunciato ufficialmente che la serie era in fase di sviluppo, con lo stesso Gilligan e Peter Gould al comando delle operazioni.
Il 19 giugno 2014 l'emittente AMC ha confermato la produzione di una prima stagione di 10 episodi, da trasmettere nei primi mesi del 2015, e il rinnovo per una seconda stagione programmata per l'anno seguente. Il 15 marzo 2016 è stata rinnovata anche per una terza stagione. La première della terza stagione è andata in onda il 10 aprile 2017. Il 27 giugno 2017 è stata rinnovata per una quarta stagione, la cui première è andata in onda il 6 agosto 2018. Il 28 luglio 2018, poco prima dell'inizio della quarta stagione, è stato annunciato il rinnovo per una quinta stagione, con il primo episodio trasmesso il 23 febbraio 2020 e poi dal 24 febbraio al 20 aprile con un episodio a settimana. Il 17 gennaio 2020 l'emittente AMC ha dato l'annuncio del rinnovo per una sesta ed ultima stagione, divisa in due parti: la prima trasmessa dal 18 aprile al 23 maggio 2022 e la seconda dall'11 luglio al 15 agosto 2022.

### Cast
Bob Odenkirk interpreta James Morgan "Jimmy" McGill/Saul Goodman, ed è il protagonista della serie. Nel mese di gennaio 2014 viene annunciato che Jonathan Banks sarebbe tornato ad interpretare Mike Ehrmantraut e che avrebbe avuto un ruolo principale. Aaron Paul (interprete di Jesse Pinkman) ha annunciato di aver avuto "seri colloqui" con Gilligan per possibili apparizioni, dichiarando in seguito che ciò non accadrà. Dean Norris (Hank Schrader), ha annunciato che non apparirà a causa del suo coinvolgimento nella serie Under the Dome. In seguito alla sua cancellazione, avvenuta nel 2015, l'attore ha confermato la sua disponibilità. Anna Gunn (Skyler White) ha dichiarato di aver avuto una discussione con Gilligan su possibili sue apparizioni future nella serie. Alla fine, tra la quinta e la sesta stagione, hanno avuto un cameo Paul, Norris, Bryan Cranston (interprete di Walter White), Steven Michael Quezada (interprete di Steve Gomez) e Betsy Brandt (interprete di Marie Schrader).
Michael McKean si è unito al cast nel ruolo di Chuck, fratello di Saul. Altri attori unitisi al cast sono Patrick Fabian (Howard Hamlin), Rhea Seehorn (Kim Wexler) e Michael Mando (Nacho Varga). A partire dalla terza stagione Giancarlo Esposito ritorna ad interpretare Gustavo Fring. Nella quarta stagione si unisce al cast Tony Dalton nel ruolo di Lalo Salamanca per poi entrar a far parte del cast principale nella quinta stagione.

### Riprese
Le riprese si svolgono nei dintorni di Albuquerque, nel Nuovo Messico, nelle stesse location di Breaking Bad.

## Premi e candidature
Golden Globe
- 2016 – Golden Globe
  - Candidatura per il miglior attore in una serie drammatica a Bob Odenkirk
- 2017 – Golden Globe
  - Candidatura per il miglior attore in una serie drammatica a Bob Odenkirk
- 2018 – Golden Globe
  - Candidatura per il miglior attore in una serie drammatica a Bob Odenkirk
- 2021 – Golden Globe
  - Candidatura per il miglior attore in una serie drammatica a Bob Odenkirk

Critics' Choice Television Award
- 2015 – Critics' Choice Television Award
  - Miglior attore protagonista in una serie drammatica a Bob Odenkirk
  - Miglior attore non protagonista in una serie drammatica a Jonathan Banks
- 2016 – Critics' Choice Television Award
  - Miglior attore protagonista in una serie drammatica a Bob Odenkirk
  - Candidatura per la miglior serie drammatica
  - Candidatura per il miglior attore non protagonista in una serie drammatica a Michael McKean
- 2018 – Critics' Choice Television Award
  - Candidatura per il miglior attore protagonista in una serie drammatica a Bob Odenkirk
  - Candidatura per il miglior attore non protagonista in una serie drammatica a Michael McKean
- 2019 – Critics' Choice Television Award
  - Candidatura per la miglior serie drammatica
  - Candidatura per il miglior attore protagonista in una serie drammatica a Bob Odenkirk
  - Candidatura per la miglior attrice non protagonista in una serie drammatica a Rhea Seehorn
- 2021 – Critics' Choice Television Award
  - Candidatura per la miglior serie drammatica
  - Candidatura per il miglior attore protagonista in una serie drammatica a Bob Odenkirk
  - Candidatura per il miglior attore non protagonista in una serie drammatica a Jonathan Banks
  - Candidatura per la miglior attrice non protagonista in una serie drammatica a Rhea Seehorn

Premio Emmy
- 2015 – Premio Emmy
  - Candidatura per la miglior serie drammatica
  - Candidatura per il miglior attore protagonista in una serie drammatica a Bob Odenkirk
  - Candidatura per il miglior attore non protagonista in una serie drammatica a Jonathan Banks
  - Candidatura per la miglior sceneggiatura in una serie drammatica a Gordon Smith per l'episodio Poliziotti
  - Candidatura per il miglior missaggio per una serie drammatica o commedia con episodi di oltre 30 minuti a Phillip W. Palmer, Larry Benjamin e Kevin Valentine
  - Candidatura per la miglior fotografia single-camera in una serie drammatica a Kelley Dixon per l'episodio Poliziotti
  - Candidatura per la miglior fotografia single-camera in una serie drammatica a Kelley Dixon e Chris McCaleb per l'episodio Marco
- 2016 – Premio Emmy
  - Candidatura per la miglior serie drammatica
  - Candidatura per il miglior attore protagonista in una serie drammatica a Bob Odenkirk
  - Candidatura per il miglior attore non protagonista in una serie drammatica a Jonathan Banks
  - Candidatura per i miglior effetti visivi e di supporto a Eric Chauvin e Erin Kanoa per l'episodio Fifi
  - Candidatura per il miglior missaggio per una serie drammatica o commedia con episodi di oltre 30 minuti a Phillip W. Palmer, Larry Benjamin e Kevin Valentine
  - Candidatura per la miglior fotografia single-camera in una serie drammatica a Kelley Dixon e Chris McCaleb per l'episodio Inchiodato
  - Candidatura per la miglior fotografia single-camera in una serie drammatica a Kelley Dixon per l'episodio Rebecca
- 2017 – Premio Emmy
  - Candidatura per la migliore serie drammatica
  - Candidatura per il migliore attore protagonista a Bob Odenkirk
  - Candidatura per il miglior attore non protagonista in una serie drammatica a Jonathan Banks
  - Candidatura per la miglior regia in una serie drammatica a Vince Gilligan per l'episodio Testimone
  - Candidatura per la migliore sceneggiatura in una serie drammatica a Gordon Smith per l'episodio Imbroglio
  - Candidatura per la miglior supervisione musicale a Thomas Golubić per l'episodio Costi irrecuperabili
  - Candidatura per il miglior missaggio per una serie drammatica o commedia con episodi di oltre 30 minuti a Phillip W. Palmer, Larry Benjamin e Kevin Valentine
  - Candidatura per la miglior fotografia single-camera in una serie drammatica a Kelley Dixon e Skip Macdonald per l'episodio Testimone
  - Candidatura per la miglior fotografia single-camera in una serie drammatica a Skip Macdonald per l'episodio Imbroglio
- 2019 – Premio Emmy
  - Candidatura per la migliore serie drammatica
  - Candidatura per il migliore attore protagonista a Bob Odenkirk
  - Candidatura per il miglior attore non protagonista a Jonathan Banks
  - Candidatura per il migliore attore non protagonista a Giancarlo Esposito
  - Candidatura per il miglior attore ospite in una serie drammatica Michael McKean
  - Candidatura per la migliore sceneggiatura a Thomas Schnauz e Peter Gould per l'episodio Vincitore
  - Candidatura per la miglior supervisione musicale a Thomas Golubić per l'episodio Qualcosa di stupido
  - Candidatura per il miglior missaggio per una serie drammatica o commedia con episodi di oltre 30 minuti a Phillip W. Palmer, Larry Benjamin e Kevin Valentine
  - Candidatura per il miglior montaggio audio per una serie drammatica o commedia per l'episodio La chiacchierata
- 2020 – Premio Emmy
  - Candidatura per la migliore serie drammatica
  - Candidatura per il migliore attore non protagonista a Giancarlo Esposito
  - Candidatura per la migliore sceneggiatura a Gordon Smith per l'episodio Portantino
  - Candidatura per la migliore sceneggiatura a Thomas Schnauz per l'episodio Strade cattive
  - Candidatura per la miglior supervisione musicale a Thomas Golubić per l'episodio L'uomo che fa al caso nostro
  - Candidatura per il miglior missaggio per una serie drammatica o commedia con episodi di oltre 30 minuti a Phillip W. Palmer, Larry Benjamin e Kevin Valentine
  - Candidatura per il miglior montaggio audio per una serie drammatica o commedia per l'episodio Portantino
- 2022 - Premio Emmy
  - Candidatura per la miglior serie drammatica
  - Candidatura per il miglior attore in una serie drammatica a Bob Odenkirk
  - Candidatura per la miglior attrice non protagonista in una serie drammatica a Rhea Seehorn
  - Candidatura per la miglior supervisione musicale a Thomas Golubić per l'episodio Nero e blu
  - Candidatura per la migliore sceneggiatura a Thomas Schnauz per l'episodio Il piano e l'esecuzione
  - Candidatura per il miglior missaggio per una serie drammatica o commedia con episodi di oltre 30 minuti a Phillip W. Palmer, Larry Benjamin e Kevin Valentine
  - Candidatura per il miglior montaggio audio per una serie drammatica o commedia per l'episodio La carota e il bastone

Screen Actors Guild Award
- 2016 – Screen Actors Guild Award
  - Candidatura per il miglior attore protagonista in una serie drammatica a Bob Odenkirk
- 2018 – Screen Actors Guild Award
  - Candidatura per il miglior attore protagonista in una serie drammatica a Bob Odenkirk
- 2019 – Screen Actors Guild Award
  - Candidatura per il miglior attore protagonista in una serie drammatica a Bob Odenkirk
  - Candidatura per il miglior cast in una serie drammatica a Jonathan Banks, Rainer Bock, Ray Campbell, Giancarlo Esposito, Michael Mando, Bob Odenkirk, Rhea Seehorn
- 2021 – Screen Actors Guild Award
  - Candidatura per il miglior attore protagonista in una serie drammatica a Bob Odenkirk
  - Candidatura per il miglior cast in una serie drammatica a Jonathan Banks, Tony Dalton, Giancarlo Esposito, Patrick Fabian, Michael Mando, Bob Odenkirk e Rhea Seehorn

American Film Institute
- 2015 – Miglior serie dell'anno

## Spin-off

### Better Call Saul Employee Training
Dal 2017 al 2022 è stata realizzata una miniserie, intitolata Better Call Saul Employee Training, composta da quattro stagioni di dieci cortometraggi ciascuna. Gli episodi sono farciti di riferimenti e cenni a Breaking Bad e Better Call Saul. In particolare sui personaggi di Gus e Mike.
La prima stagione, intitolata Los Pollos Hermanos Employee Training, vede protagonista Gustavo Fring (Giancarlo Esposito), che insegna come avviare e condurre con successo la catena di fast-food Los Pollos Hermanos. Il primo episodio è stato pubblicato il 4 aprile 2017, come teaser della terza stagione di Better Call Saul. Gli altri episodi sono stati pubblicati contemporaneamente alla trasmissione di ciascuno degli altri 9 episodi della stagione. La serie è stata candidata ai Primetime Emmy Awards nella categoria Miglior serie comica o drammatica in forma breve.
La seconda stagione, intitolata Madrigal Electromotive Security Training, vede protagonista Mike Ehrmantraut (Jonathan Banks), che, in qualità di nuovo consulente per la sicurezza presso la Madrigal Electromotive, elargisce suggerimenti su come mantenere la propria attività al sicuro da chi vorrebbe danneggiarla. Questa stagione è stata candidata come Miglior commedia o serie drammatica in forma breve e come Miglior attore in una serie comica o drammatica in forma breve alla 71ª cerimonia dei Primetime Creative Arts Emmy Awards.
La terza stagione, intitolata Ethics Training with Kim Wexler, vede protagonista Kim Wexler (Rhea Seehorn) ed è stata realizzata per promuovere la quinta stagione di Better Call Saul. La stagione ha vinto un Primetime Emmy come Miglior serie comica o drammatica in forma breve.
La quarta stagione, intitolata Filmmaker Training e andata in onda dall'11 luglio 2022, si sovrappone alla sesta stagione di Better Call Saul e vede protagonisti i tre videomaker della Saul Goodman Productions che seguono Saul Goodman nella realizzazione dei suoi spot televisivi: Sherry "Drama Girl" (Hayley Holmes), Marshall Joseph "Joey" Dixon (Josh Fadem) e Phil "Sound Guy" (Julian Bonfiglio).

### Slippin' Jimmy
Il 23 maggio 2022, in contemporanea con l'uscita dell'ultimo episodio della prima parte della sesta stagione della serie, è uscita una serie animata di 6 episodi, prequel di Better Call Saul, incentrata su Jimmy McGill da bambino intitolata Slippin' Jimmy, in esclusiva sulla piattaforma di streaming AMC+.
Al momento del suo rilascio, la serie è stata universalmente stroncata dalla critica e dal pubblico sia per la scrittura che per l'animazione, oltre che per l'atmosfera completamente diversa rispetto al resto del franchise.
| nº | Titolo originale     | Pubblicazione USA |
| -- | -------------------- | ----------------- |
| 1  | Fistful Of Snowballs | 23 maggio 2022    |
| 2  | The Exor-Sister      | 23 maggio 2022    |
| 3  | After Bedtime        | 23 maggio 2022    |
| 4  | City Fligths         | 23 maggio 2022    |
| 5  | Speed Date           | 23 maggio 2022    |
| 6  | Cool Hand Jimmy      | 23 maggio 2022    |